# Мурано

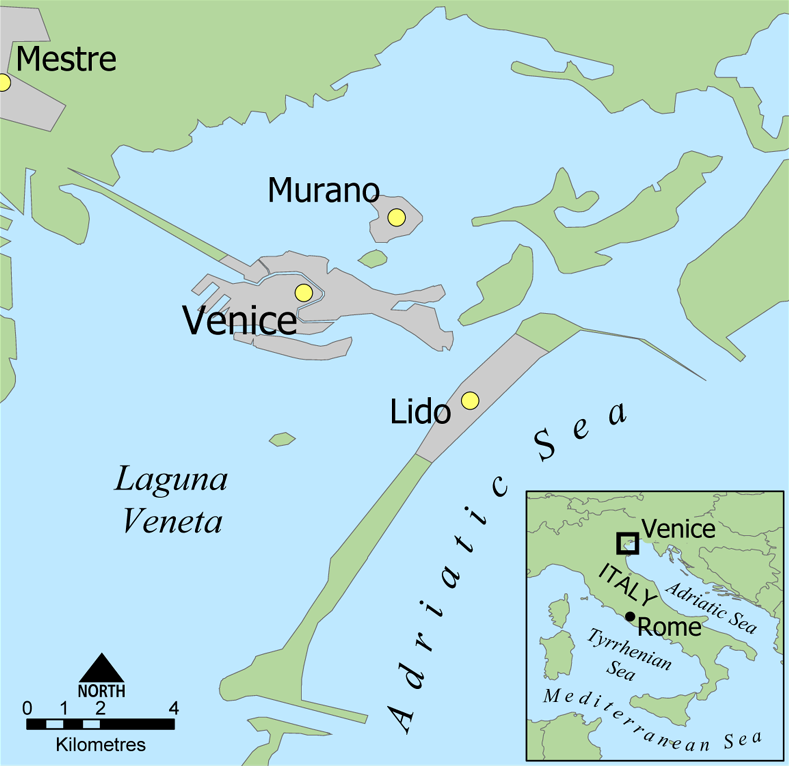
Мурано у Венеційській лагуні.

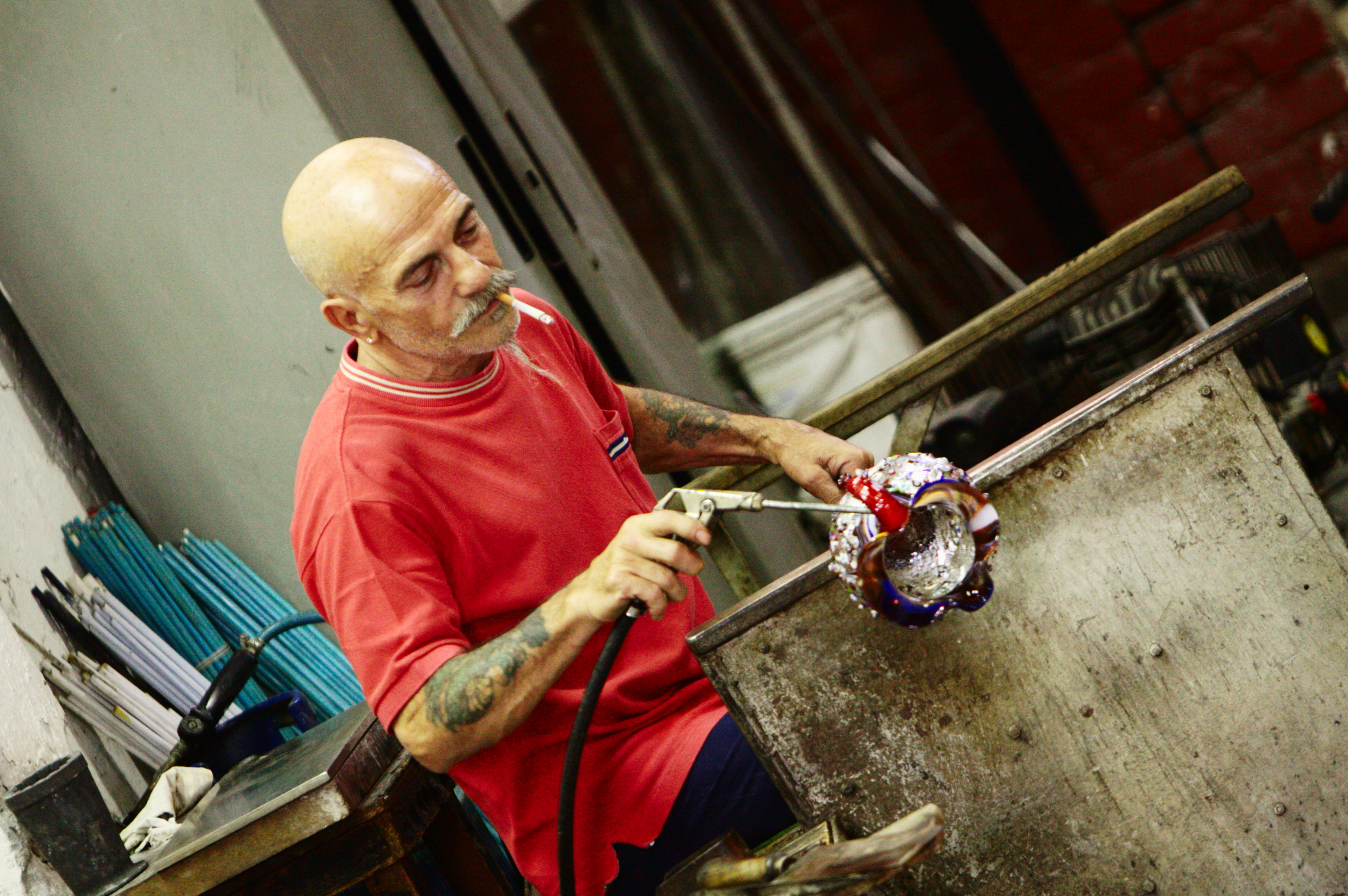
Склодув із Мурано

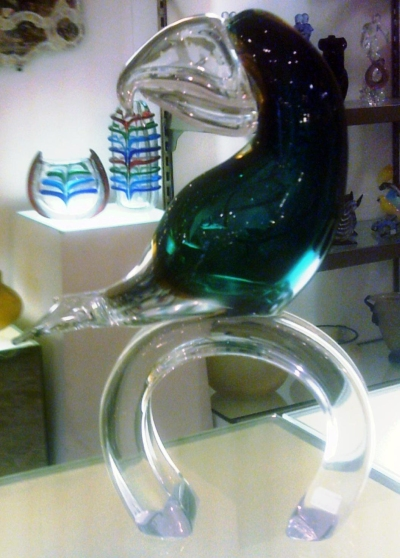
Скляні вироби фабрики на Мурано

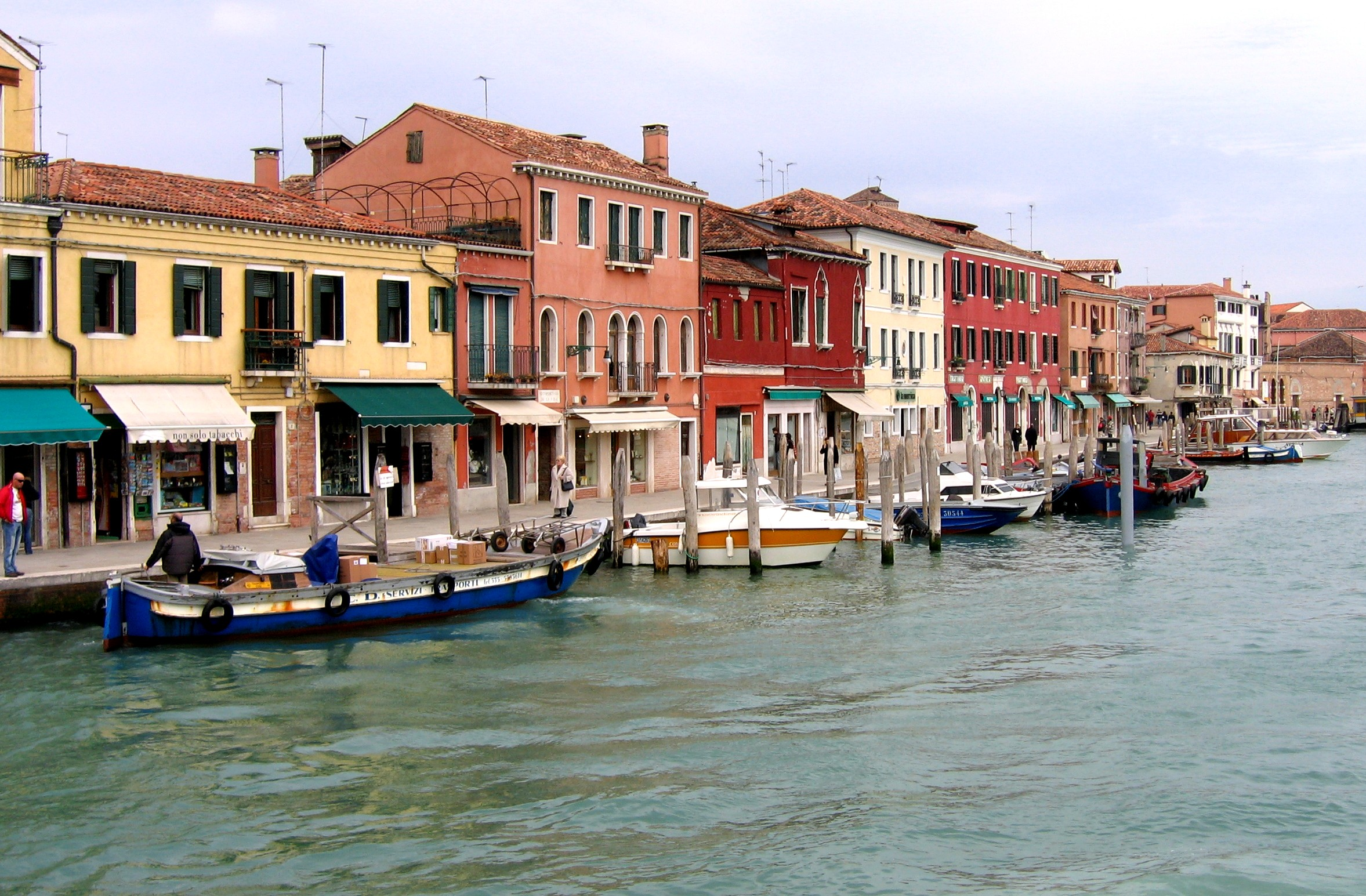
На острові

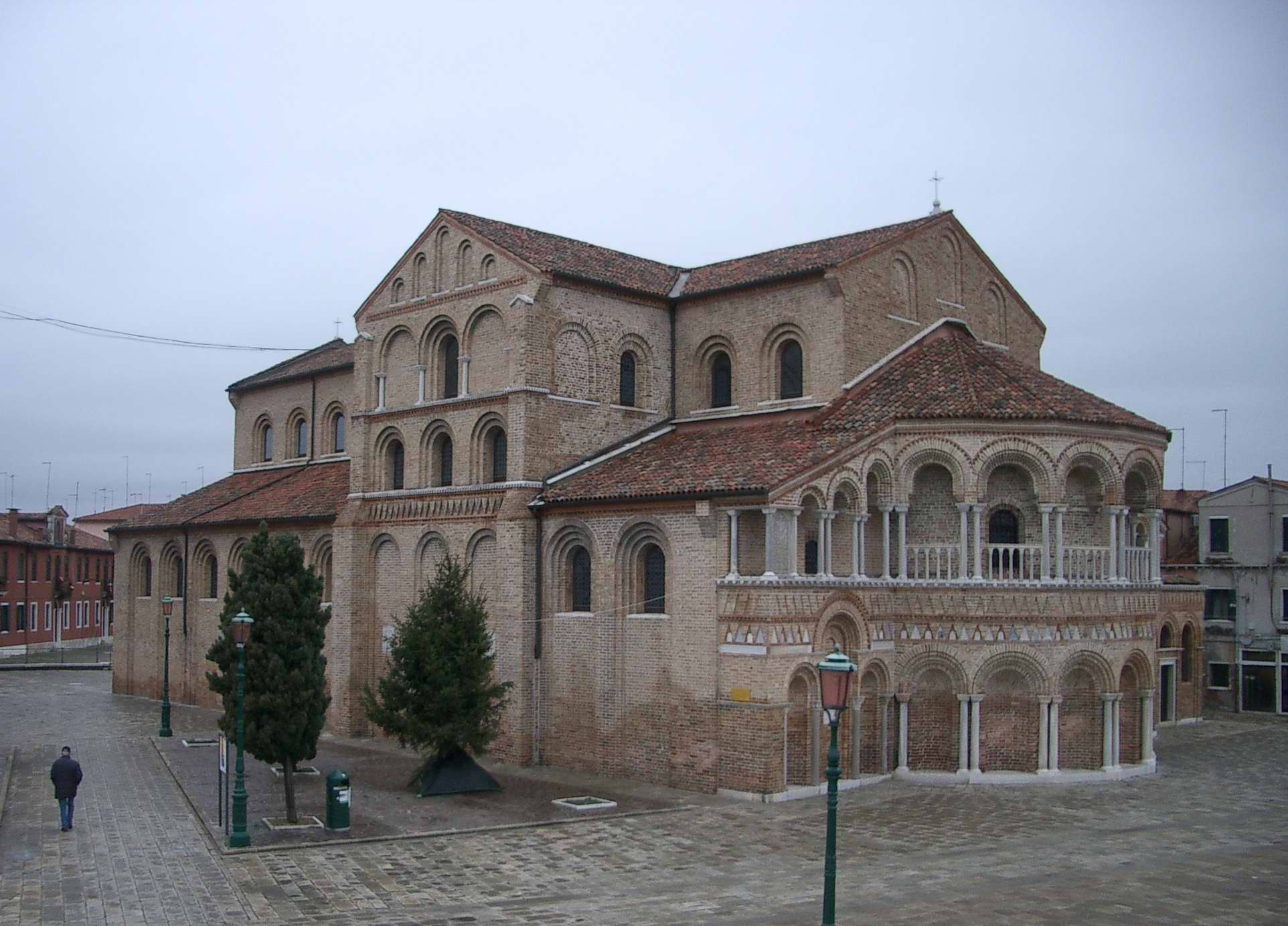
Собор Санта-Марія і Донато

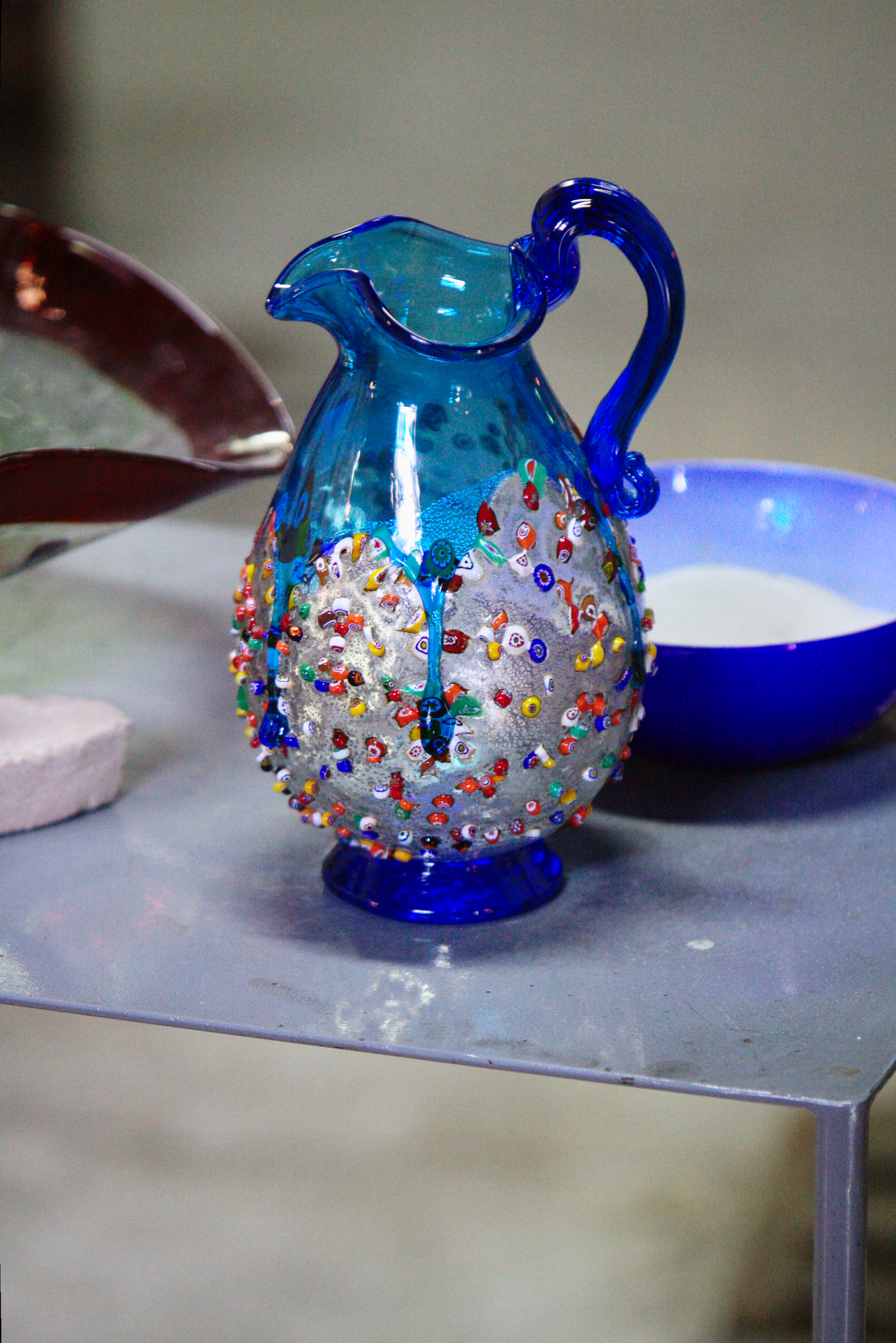
Ваза, зроблена в Мурано

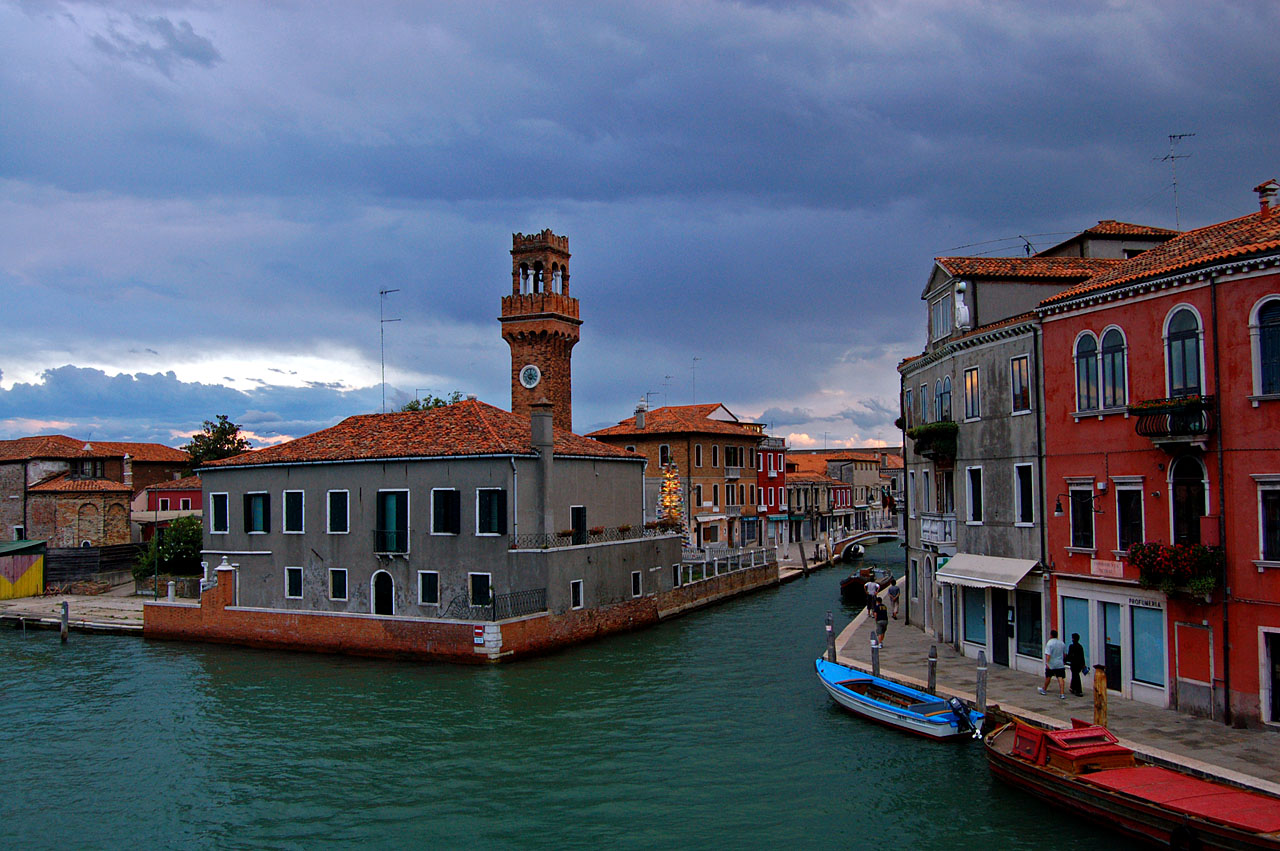
Вигляд з мосту на Мурано (Канал Гранде ді Мурано)

45°27′19″ пн. ш. 12°21′19″ сх. д. / 45.45528° пн. ш. 12.35528° сх. д.
Мурано (італ. Murano) — один з найбільших островів Венеційської лагуни. Знаходиться за 2 кілометри на північ від мосту Ріальто.
Нерідко острів називають «малою Венецією». Острів поєднаний з центральною частиною Венеції за допомогою ліній вапоретто.
Починаючи з XVI ст. острів був місцем розваг венеційців. На острові розташовувалися вілли, сади, фонтани.

## Муранське скло
Острів всесвітньо відомий завдяки своєму скляному виробництву. У 1291 році міська рада вирішила винести майстерні з виробництва прикрас на острів Мурано, щоб зберегти секрети майстрів від конкурентів і уникнути пожеж, які могли спровокувати розпечені горни майстрів. Склодуви отримали нечувані привілеї, але були позбавлені права виїзду. Дочкам склодувів не заборонялося виходити заміж за венеційців блакитної крові.
Муранське скло приваблює туристів, які відвідують Венецію. У теперішній час склодувним виробництвом займаються декілька фабрик, найбільша з яких — Formia (з 1959 власники — сім'я Міан). Найвідомішим майстром вважається Сільвано Сіньонретто.
У місті існує музей скла (зупинка вапоретто — Museo), створений у період нового розквіту, в 1861 р. У музеї — коротка історія виробництва скла й сучасні зразки.

## Пам'ятки
Пам'ятками острова є Музей скла, Собор Санта-Марія е Донато, Церква Сан-П'єтро-Мартіре.